# Sudrofono
Il sudrofono è un raro strumento musicale appartenente alla famiglia degli ottoni brevettato da François Sudre.
Di aspetto vagamente simile a quello di un trombone questo strumento ha uno sviluppo in verticale, come per il bombardino e la tuba.
Il sudrofono presenta uno speciale dispositivo, attaccato ad una apertura in prossimità del bocchino, per produrre un peculiare timbro nasale.